# Бобочи (Дамбовица)
Бобочи (рум. Boboci) насеље је у Румунији у округу Дамбовица у општини Драгодана. Oпштина се налази на надморској висини од 249 m.

## Становништво
Према подацима из 2002. године у насељу је живело 625 становника, од којих су сви румунске националности.